# 郭楠柠
郭楠柠（1932年—），女，四川泸县人，中国新闻工作者，曾任《中国妇女》杂志社社长兼总编辑，中华全国新闻工作者协会主席团委员。